# Lecanora gisleriana
Lecanora gisleriana är en lavart som beskrevs av Müll. Arg. Lecanora gisleriana ingår i släktet Lecanora och familjen Lecanoraceae.  Arten är reproducerande i Sverige. Inga underarter finns listade i Catalogue of Life.